# 10166 Takarajima
10166 Takarajima eller 1995 BN3 är en asteroid i huvudbältet som upptäcktes den 30 januari 1995 av den japanska astronomen Takao Kobayashi vid Ōizumi-observatoriet. Den är uppkallad efter den japanska ön Takara-jima.
Asteroiden har en diameter på ungefär 5 kilometer.